# Martin du Bellay (évêque)
Pour les articles homonymes, voir Famille du Bellay.
Martin du Bellay (né le 5 mai 1703 - mort le 19 décembre 1775) est un ecclésiastique issu d'une lignée cadette de la famille du Bellay qui fut abbé commendataire de Saint-Melaine à Rennes (1725-1770) et du Mont-Saint-Quentin (1768), également évêque de Fréjus de 1739 à 1766.

## Biographie

### Famille
Martin du Bellay, né en 1703 au château de Claireau à Sully-la-Chapelle dans le diocèse d'Orléans, est le fils de François René du Bellay, seigneur de la Courbe et de Marthe-Suzanne de Rochechouart. 

### Carrière ecclésiastique
Prêtre et docteur en Sorbonne Il obtient en commende l'abbaye de Saint-Melaine à Rennes le 20 mars 1723 mais il n'obtient ses bulles qu'en 1728 et il prend possession de son abbaye par procurateur que le 8 novembre. Il reçoit également le prieuré de Combourg en 1727 . Il est nommé grand vicaire du diocèse de Tours en 1729, et désigné pour l'évêché de Fréjus en 1739 ; confirmé le 16 novembre, il est consacré par Charles Gaspard Guillaume de Vintimille du Luc l'archevêque de Paris le 13 décembre suivant. Il soutient son métropolitain l'archevêque Jean-Baptiste de Brancas dans son combat contre les Jésuites.
Ayant résigné son siège épiscopal en 1766, il conserve néanmoins son abbaye, Notre-Dame-en-Saint-Melaine, jusqu'à sa mort, qui survient en 1775. Il est le dernier de sa lignée et le dernier abbé de Saint-Melaine, car l'évêque de Rennes François Bareau de Girac, qui rachète la mense abbatiale en 1770 et vient s'installer au palais abbatial après sa mort, consacre la réunion de l'abbaye Saint-Melaine à l'évêché.

## Source
- (en) catholic-hierarchy.org  Bishop Martin du Bellay